# Bande Nere
Pour la station de métro, voir Bande Nere (métro de Milan).
Bande Nere  (en français : « Bandes Noires »), parfois appelée les Bandes Noires de Giovanni, était une compagnie de mercenaires italiens formée et commandée par Giovanni de' Medici pendant les guerres d'Italie. Le nom est issu de la couleur noire portée en signe de deuil pour la mort du pape Léon X.

## Histoire
Composée principalement d'arquebusiers dont les premiers arquebusiers montés en Europe, la compagnie était, lors de la Sixième guerre d'Italie, considérée comme la meilleure armée italienne. Initialement au service de Charles de Lannoy et du Pape, en 1521 il participe à la bataille de Vaprio d'Adda, franchit le fleuve contrôlé par les Français et les met en fuite ouvrant la route pour Pavie. À la mort du pape Léon X en 1521, Giovanni fait noircir ses bannières qui étaient blanches et violettes. La compagnie participe sous ces nouvelles couleurs à la bataille de la Bicoque en 1522 et à celle de la Sesia en 1523. Un différend salarial l'a amenée à transférer son allégeance à François Ier de France participant à la bataille de Pavie. 
Au début de la guerre de la Ligue de Cognac, les Bande Nere tentèrent de résister à l'avancée des Lansquenets impériaux de Georg Frundsberg en Lombardie. Giovanni a été tué des suites d'une grave blessure due à un coup de fauconneau près de Mantoue au début de 1526. Ayant perdu leur chef, les troupes se dispersent. Elles seront reconstituées l'année suivante sous le commandement d'Orazio Baglioni et participeront à la campagne du maréchal de Lautrec dans le royaume de Naples. Elle se retira du siège avec le reste de l'armée française, paralysée par la peste et se rendit aux forces impériales à la fin de 1528, se dissolvant peu de temps après. 
La compagnie changea de camp à plusieurs reprises : 1516 au service du pape contre Urbino, juillet 1521 au service de Florence contre la France et Venise, mars 1522 au service de la France contre les Impériaux, 1523 au service de Milan contre la France, novembre 1524 au service de la France, juillet 1526 au service de l’Église et de Florence, novembre 1526 au service de la France contre les Impériaux.